# Gustav Gottlob von Wrochem
Gustav Gottlob von Wrochem (geb. 21. Juli 1768; gest. 16. Juni 1816) war ein preußischer Landrat.

## Herkunft
Gustav Gottlob von Wrochem war Angehöriger des oberschlesischen Adelsgeschlechts Wrochem. Er war der Sohn von Johann Heinrich von Wrochem (1735–1806), Landrat des Landkreises Ratibor und dessen Ehefrau (∞ 1758) Beate Helene (1735–1800), geb. von Marklowsky.

## Leben
Gustav Gottlob von Wrochem amtierte von 1798 bis zu seinem Tod im Jahr 1816 in der Nachfolge seines Vaters als Landrat des Landkreises Ratibor. Er war Herr auf Zawada, Groß-Paniow, Ridultau und Pschow, das er am 3. September 1806 erworben hatte.